# Qatar ExxonMobil Open 2002
Il Qatar ExxonMobil Open 2002 è stato un torneo dell'ATP svoltosi a Doha in Qatar.
Il torneo si è svolto dal 31 dicembre 2001 al 7 gennaio 2002.

## Vincitori

### Singolare maschile
Younes El Aynaoui ha battuto in finale  Félix Mantilla per 4–6, 6–2, 6–2.

### Doppio maschile
Donald Johnson /  Jared Palmer hanno battuto in finale  Jiří Novák /  David Rikl per 6–3, 7–6(5).